# Meiolaniidae
Los meiolánidos (Meiolaniidae) son una familia extinta de grandes tortugas, posiblemente herbívoras, con la cabeza y la cola fuertemente acorazadas. 
El género más conocido es Meiolania, que vivió en las selvas tropicales de Australia, del Oligoceno hasta el Holoceno.
Inicialmente se pensaba que la familia era originaria de Australia; sin embargo, debido al descubrimiento de meiolaniformes sudamericanos, como Crossochelys del Eoceno y Trapalcochelys del Cretácico Superior de Argentina (de la misma edad que Patagoniaemys), se cree que la familia apareció antes de la división de Gondwana, durante el Cretáceo medio.

## Géneros
- Crossochelys †
- Niolamia †
- Ninjemys †
- Meiolania †
- Trapalcochelys[1] †
- Warkalania †